# Hemerodromia euneura
Hemerodromia euneura är en tvåvingeart som beskrevs av Yang 1991. Hemerodromia euneura ingår i släktet Hemerodromia och familjen dansflugor. Inga underarter finns listade i Catalogue of Life.